# Saint-Laurent-de-la-Salanque
Saint-Laurent-de-la-Salanque (în catalană Sant Llorenç de la Salanca) este o comună în departamentul Pyrénées-Orientales din sudul Franței. În 2009 avea o populație de 8.586 de locuitori.

## Evoluția populației
| An        | 1975  | 1982  | 1990  | 1999  | 2006  | 2009  |
| --------- | ----- | ----- | ----- | ----- | ----- | ----- |
| Populație | 3.971 | 4.523 | 7.186 | 7.932 | 8.440 | 8.586 |